# Jüdischer Friedhof (Moringen)

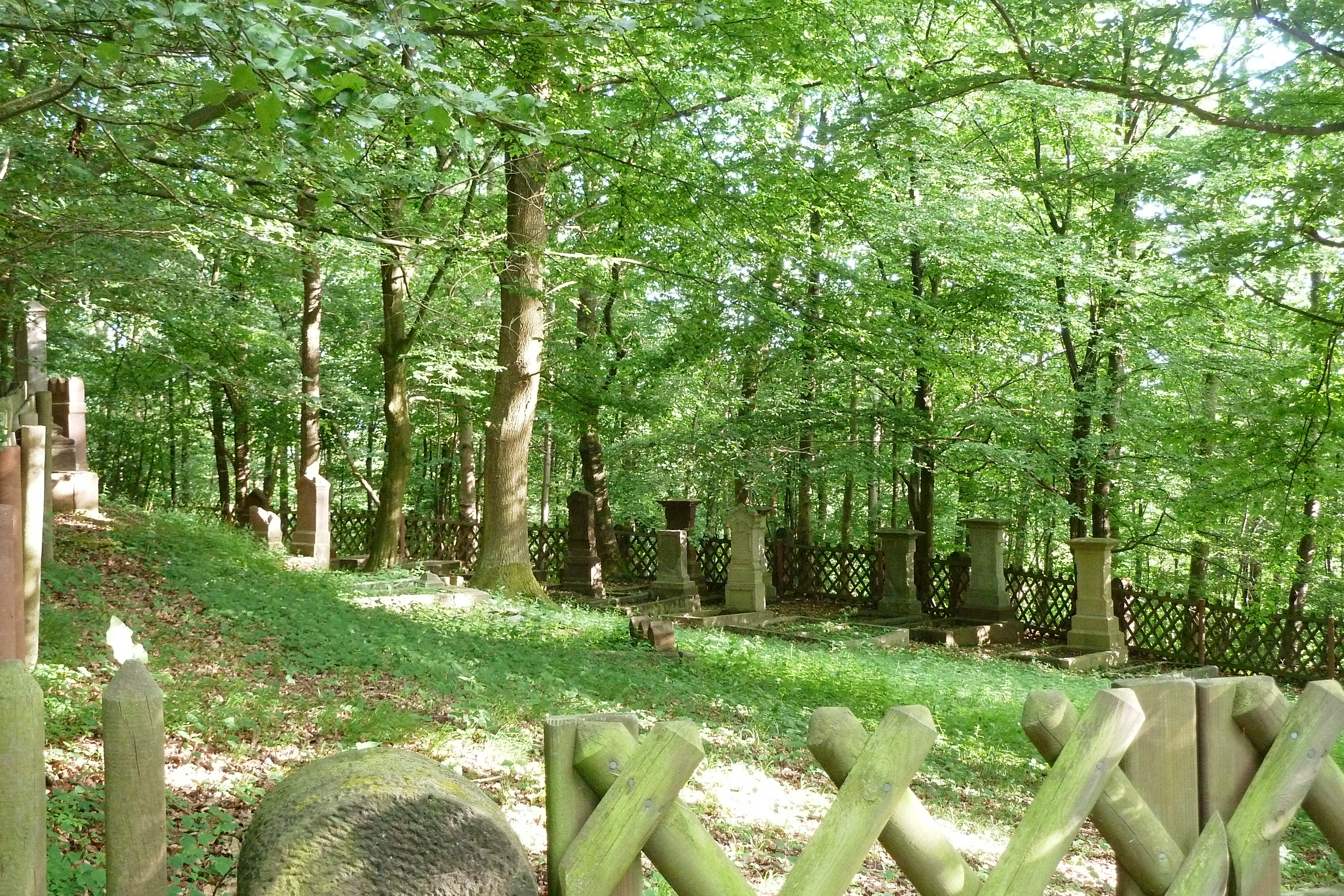
Der jüdische Friedhof in Moringen

Der Jüdische Friedhof Moringen ist ein jüdischer Friedhof in der niedersächsischen Kleinstadt Moringen im Landkreis Northeim. Er ist ein geschütztes Kulturdenkmal, das im Südwestteil der frühmittelalterlichen Burganlage der Grafen von Moringen liegt. Die Burganlage, deren Wall auf der Nordost-, Ost und Südostseite erhalten ist, wurde erst vor einigen Jahren als Bodendenkmal eingestuft, obwohl die Burg seit Jahrhunderten bekannt war. Bei der Anlage des jüdischen Friedhofs wurde der westliche und nördliche Ringwall der Burg eingeebnet, ohne eine dokumentierte Ausgrabung zu machen.
Auf dem Friedhof, der am Hagenberg liegt, befinden sich 55 Grabsteine: Es sind 16 aufrechte Stelen, 37 liegende Platten, ein beschrifteter Pultstein und ein Stein mit drei russischen Namen. Die Grabsteine stammen aus der Zeit von 1757 bis 1910 (nach anderen Angaben von 1756 bis 1917), viele davon aus der Zeit von 1800 bis 1850. Die Zahl der Gräber wird mit 84 angegeben, die teilweise ohne Grabstein sind.